# تیم ملی فوتبال زیر ۲۱ سال اسکاتلند
تیم ملی فوتبال زیر ۲۱ سال اسکاتلند (انگلیسی: Scotland national under-21 football team) یا تیم ملی فوتبال جوانان اسکاتلند، نماینده کشور اسکاتلند در مسابقات فوتبال جوانان اروپا و جهان است که زیر نظر اتحادیه فوتبال اسکاتلند فعالیت می‌کند.